# Tribolium hispidum
Tribolium hispidum är en gräsart som först beskrevs av Carl Peter Thunberg, och fick sitt nu gällande namn av Nicaise Auguste Desvaux. Tribolium hispidum ingår i släktet Tribolium och familjen gräs. Inga underarter finns listade i Catalogue of Life.